# Pineau des Charentes

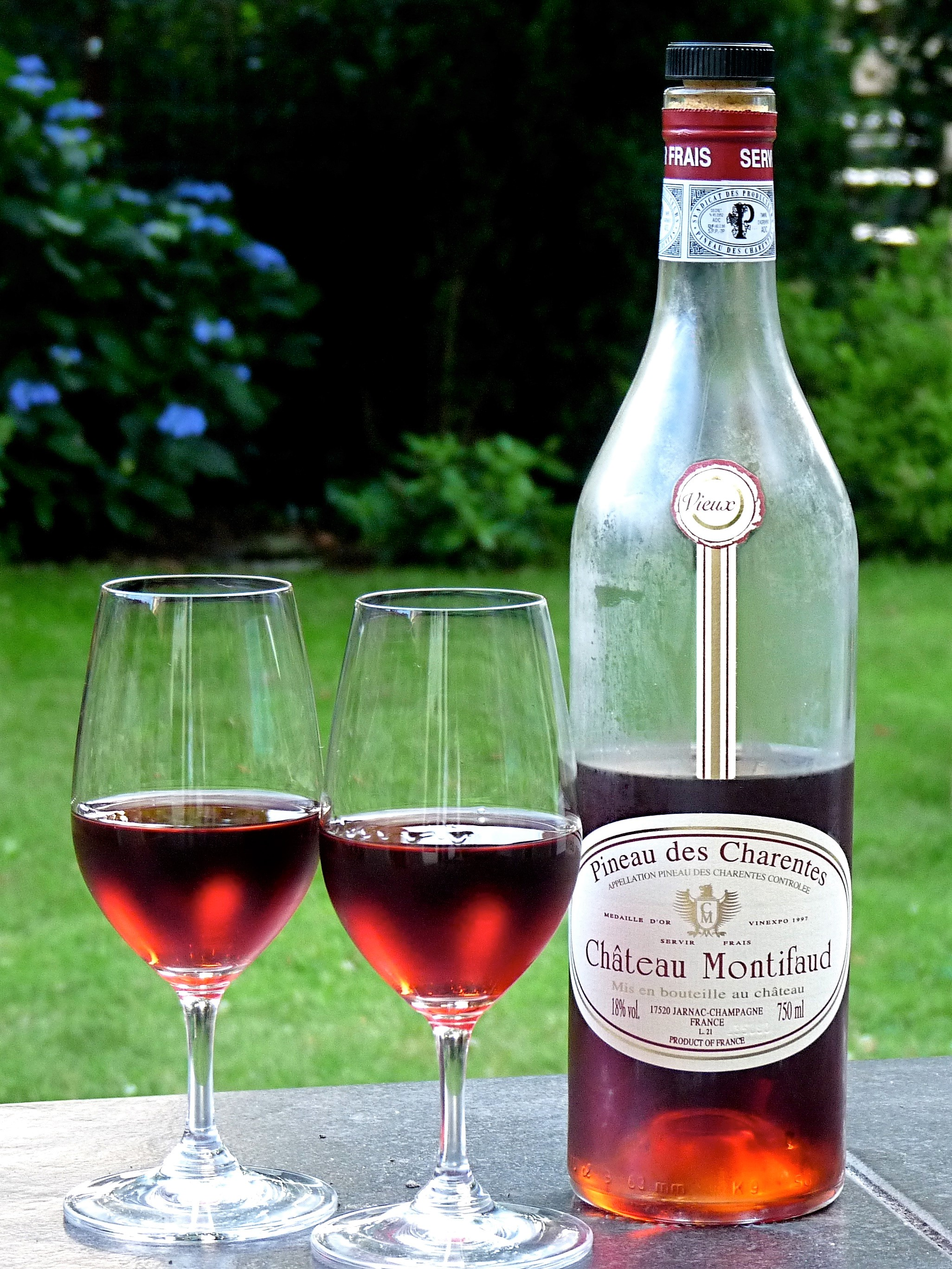
Pineau des Charentes Vieux (Roter Pineau)

Pineau des Charentes (auch Pineau Charentais oder einfach Pineau) ist ein alkoholisches Getränk, das aus einer Mischung von Traubenmost und Eau de vie de Cognac hergestellt und meist als Aperitif genossen wird. Pineau wird in den Départements Charente und Charente-Maritime in Westfrankreich hergestellt und ist dort sehr beliebt, während er im übrigen Frankreich weniger bekannt und im Ausland fast unbekannt ist. Im benachbarten Département Deux-Sèvres wird Pineau häufig in Heimproduktion hergestellt und getrunken, aber nicht vermarktet. Pineau schmeckt süß, aber mit einem gewissen Biss von Weinsäure.
Im Département Vendée gibt es ein ähnliches Getränk namens Troussepinette, das oft mit Birnen oder anderen Früchten geschmacklich differenziert wird. In anderen Gegenden Frankreichs gibt es entsprechende Getränke, wie zum Beispiel Macvin du Jura im Jura und Floc de Gascogne in der Region Armagnac sowie Pommeau in der Normandie, der aus einer Mischung von Apfelmost und Calvados-Apfelschnaps besteht. Diese sind jedoch sowohl in Frankreich wie auch außerhalb weit weniger bekannt als Pineau. Das entsprechende Getränk in der Champagne nennt sich Ratafia.

## Geschichte
Der Legende nach wurde Pineau 1589 durch Zufall erfunden, als ein Winzer versehentlich Traubenmost in ein für leer gehaltenes Fass goss, das schon teilweise mit Eau de vie, dem Ausgangsprodukt von Cognac, gefüllt war. Das Fass wurde wie üblich im Keller zur Fermentierung gelagert. Als es dann nach einigen Jahren geöffnet wurde, fand sich darin der heute in der Charente so beliebte Trank.

## Sorten

### Weißer Pineau
Mengenmäßig überwiegt Weißer Pineau. Er wird aus den Rebsorten Ugni Blanc (Trebbiano), Folle Blanche und Colombard hergestellt, gelegentlich auch aus Rebsorten Sémillon, Sauvignon Blanc und Montils. Weißer Pineau lagert in Cognac-Eichenfässern. Pineau hat zwischen 16 und 22 % Alkoholgehalt (nach Volumen); für den Handel vorgesehene Produkte haben fast immer 17 %. Weißer Pineau hat eine tiefgoldene Farbe, die aber auf Grund von Verschiedenheiten in Rebe, Bodenchemie und Hanglage etwas variieren kann.

### Roter Pineau
Hier verwendet man als Grundstoff rote Rebsorten. Roter Pineau unterscheidet sich, von seiner Farbe abgesehen, nur geringfügig vom Weißen. Meistens reift Roter Pineau in Edelstahlbehältern.

### Rosé Pineau
Auch hier verwendet man als Grundstoff rote Rebsorten, bei denen allerdings die Roséweinherstellung gestartet wird. Die weitere Alkoholentwicklung wird durch Zugabe des jungen Cognac gestoppt, sodass auch hier ein Alkoholgehalt um die 17,5 % erreicht wird. Dadurch, dass Rosé Pineau den niedrigsten Zuckergehalt aller Pineausorten hat, eignet er sich vor allem für ernährungsbewusste Pineauliebhaber. Meistens reift Rosé Pineau in Edelstahlbehältern.

### Vieux Pineau
Der seltene Vieux Pineau wird besonders lange in Cognac-Eichenfässern (270 l) gelagert, bevor er zum Verkauf gelangt. Dadurch wird ein besonders edles Getränk garantiert.

## Herstellung
Die jährliche Gesamtproduktion von Pineau beläuft sich auf etwa 14 Millionen Liter. Sie unterliegt den Vorschriften der Appellation d’Origine Contrôlée für „vin de liqueur“, obwohl Pineau als solcher kein Wein ist. Die Herstellung – vom Anbau der Reben über die Herstellung des Weins, die Destillation und das Pressen von Most bis zum Mischen und Altern im Fass – liegt zumeist in der Hand der einzelnen Weinbauern, von denen es einige hundert gibt. Geographisch ist die Pineauproduktion praktisch identisch mit der von Cognac, und viele Pineauproduzenten vermarkten auch ihren eigenen Cognac.
Obwohl in guten Jahren die besten Beeren oft von Hand gelesen werden, ist die Ernte normalerweise doch voll mechanisiert. Strenge Vorschriften regeln das Verhältnis von Weinbrand zu Most in der Pineaumischung, und für Hersteller „biologischen“ Pineaus bestehen zusätzliche Bestimmungen. Die Zahl der Hersteller, die Pineau aus biologisch hergestelltem Most und biologisch hergestelltem Weinbrand produzieren, wächst stetig.
Die Appellation verlangt, dass der Most (angegorener Traubensaft) und das Eau de vie aus dem gleichen Jahrgang stammen. Der Most muss aus frisch geernteten Beeren gepresst sein und am Erntetag dem Weinbrand beigemischt werden. Das Vermengen („assemblage“) des frischen Mosts mit dem Eau de vie stoppt die Fermentierung des Mosts durch einen „mutage“ genannten chemischen Prozess.

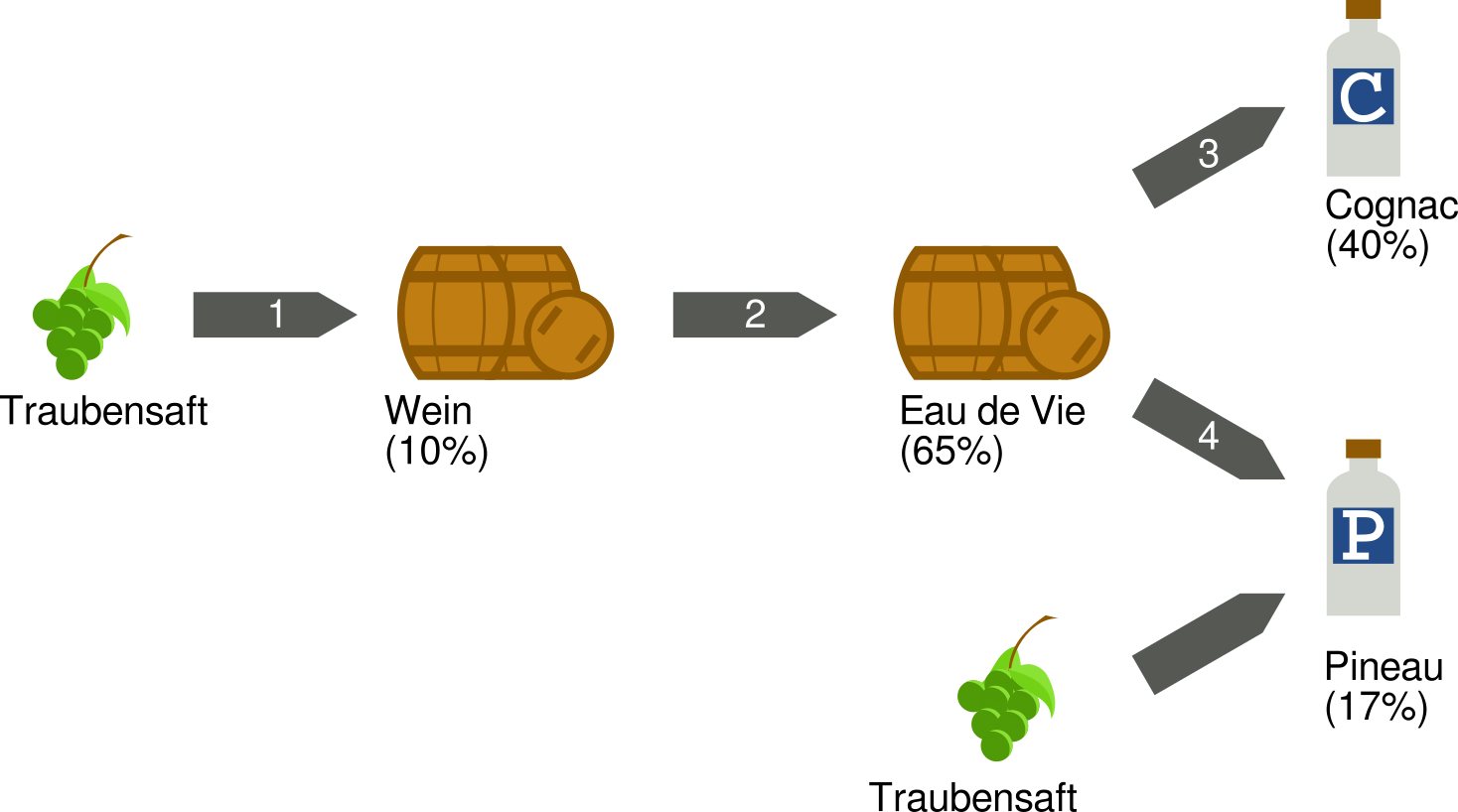
Herstellungsprozess von Pineau aus jungem Cognac und Traubensaft

1. Fermentieren von Traubenmost zu Wein
2. Destillieren zu jungem Cognac (Eau de vie)
3. (Durch Lagerung wird Eau de vie zu Cognac)
4. Assemblage von Eau de vie mit Traubenmost (Verhältnis ca. 1:3)

## Daten eines typischen Pineau
| Rebsorte                 | Ugni Blanc; Colombard; Merlot; Cabernet Sauvignon |
| Alkoholgehalt            | 17 %                                              |
| Zuckergehalt (g/L)       | Weiß: 145; Rot: 150; Rosé: 125                    |
| Säuregehalt (g/L)        | <2                                                |
| Alter des Pineau (Jahre) | Weiß: 4; Rot: 3; Rosé: 2; Vieux: 9                |